# 1080° Snowboarding
Vous lisez un « bon article » labellisé en 2010.
1080° Snowboarding (également TenEighty Snowboarding, ou simplement 1080°) est un jeu vidéo de course de snowboard, développé par Nintendo EAD et édité par Nintendo sur Nintendo 64 en 1998 au Japon, en Amérique du Nord et en Europe. Le jeu, affiché dans une vue à la troisième personne, permet au joueur de contrôler l'un des cinq snowboarders jouables sur les huit pistes disponibles, où il doit récolter un maximum de points en faisant des sauts et des figures.
Le développement de 1080° dure neuf mois. Lors de sa sortie, il est bien reçu par les critiques et obtient un Interactive Achievement Award de la part de l'Academy of Interactive Arts and Sciences. Le jeu s'est vendu à plus d'un million d'exemplaires. Son succès lui a permis de connaitre une suite intitulée Avalanche, sortie sur GameCube en 2003. 1080° Snowboarding est réédité en 2008 sur la Console virtuelle de la Wii, et en 2015 sur celle de la Wii U.

## Système de jeu

### Généralités
1080° Snowboarding est un jeu de course de snowboard affiché dans une vue à la troisième personne. Le joueur peut changer l'angle de vision de caméra pour adopter une vue plus panoramique, mais aussi une vue subjective,. Le joueur contrôle un snowboarder qui descend différentes pistes enneigées. Les décors présentent des crêtes escarpées, des valons glacées ou de la poudreuse profonde, et permettent parfois aussi aux joueurs de sauter des billots de bois, traverser des rivières gelées, ou de monter légèrement sur des pentes dans certaines zones. La type de neige affecte certains paramètres, comme la poudreuse qui ralentie la vitesse. En haut des pistes, la neige tombe, et ce facteur affecte la vitesse et la stabilité du personnage. Comme en montagne, le temps peut changer subitement et passer du soleil éclatant aux tempêtes de neige. Les pistes offrent régulièrement des sortes de half pipe, constitués de roches, d'arbres, de pentes, de rebords, de rampes, de sauts, de plaques de glace, de plaques rocheuses et d'autres obstacles. Certaines pistes peuvent proposer plusieurs chemins alternatifs. Les graphismes affichent différents effets visuels, tels que le facteur de flare, qui reproduit la présence de soleil en montagne et éblouit temporairement. À mesure qu'il descend les pistes, le joueur peut effectuer toute une panoplie de tricks. Durant les courses, l'intelligence artificielle dirige un concurrent.
Le but du jeu est, suivant le mode choisi, d'arriver le plus rapidement à la fin de la piste ou de récolter un maximum de points en faisant des figures. Le joueur dispose de quatre pistes en début de partie et peut en débloquer deux supplémentaires, portant leur nombre à six. Il figure aussi une zone d'entrainement composée de deux espaces, free ride et un half pipe,. Le joueur peut bousculer et faire tomber ses adversaires. Le joueur peut enregistrer une course dans la mémoire de la cartouche et intégrer ce « replay » dans les courses pour affronter le fantôme de cette course.

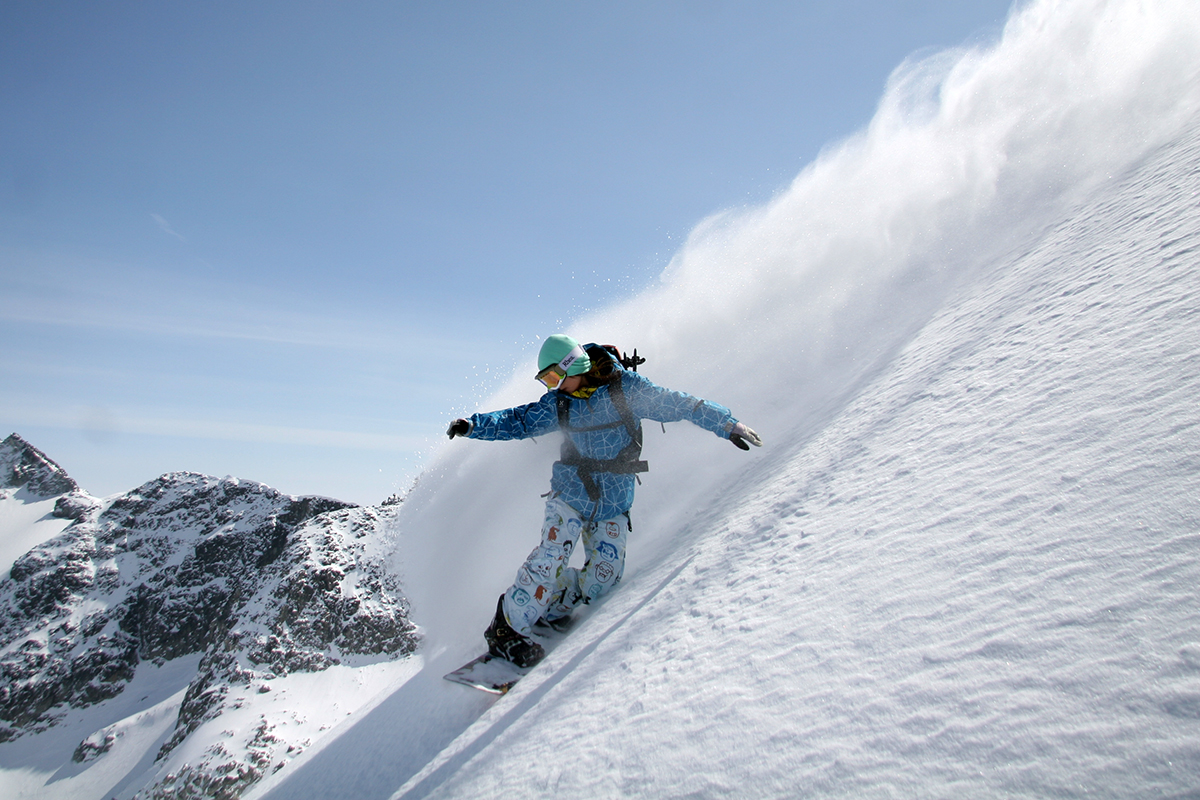
1080° Snowboarding propose plusieurs personnages aux capacités distinctes, mais aussi différentes qualités de neige, soit de nombreux paramètres influant sur la vitesse, sur les sauts, ou sur l'équilibre...

Le titre propose vingt-cinq figures différentes, chacune d'entre elles pouvant être réalisée par une combinaison de boutons. Cette combinaison peut faire intervenir le stick directionnel et divers boutons. La valeur des points reçus dépend de la complexité de la figure et du temps requis pour la faire. Les deux types de figures sont les grabs et les spins. Les premiers consistent à attraper le snowboard avec les mains, tandis que les seconds sont des rotations du personnage sur lui-même. Le jeu permet ainsi de réaliser ces rotations jusqu'à 1 080°, ainsi qu'une grande variété de tricks, tels qu'un Indy, un Method, un Stalefish, ou un Stiffy, etc. Le personnage possède une barre de vie, qui diminue lors de chaque chute. Si elle se vide complètement, la partie s'arrête.
Les vibrations du Rumble Pak varient d'intensité en fonction de la surface de glisse.

### Modes de jeu
1080° Snowboarding propose six modes de jeu. 1080° contient trois modes axés sur la course. Dans ces modes, le joueur peut prendre l'avantage sur ses adversaires en empruntant des raccourcis ou en équilibrant sa planche après un saut, pour éviter de perdre de la vitesse. Les figures rapportent ici aussi des points, mais ne comptent pas pour la victoire.
Dans les modes « Figures » et « Tournoi », les joueurs doivent accumuler des points en faisant des sauts et des figures. Dans le premier, un système de drapeaux vient s'ajouter aux figures à effectuer pour récolter des points. Le second impose au joueur d'exécuter un grand nombre de figures sur un niveau donné. Les modes « Challenge », « Contre-la-montre » et « 2 joueurs » sont axés sur la course. Le dernier se déroule en écran splitté. Le mode « Entraînement » permet de s'exercer.
Dans le mode « challenge », le joueur participe à une série de courses contre l'ordinateur. Un chronomètre est affiché à l'écran, ainsi qu'une barre de dégâts qui se remplit lorsque le personnage chute. Il y a trois niveaux de difficulté dans ce mode : ils font varier la complexité et le nombre de courses. Sur chaque piste, le joueur doit battre l'ordinateur ; il a droit à trois essais avant d'être éliminé.

### Personnages
Le joueur peut initialement choisir l'un des cinq snowboarders jouables : les japonais Kensuke Kimachi (19 ans) et Akari Hayami (17 ans), le canadien Ricky Winterborn (14 ans), l'américain Rob Haywood (20 ans) et le britannique Dion Blaster (28 ans). Chacun d'entre-eux possède des caractéristiques propres et est adapté à certains modes et niveaux, en fonction de ses statistiques (vitesse, poids…). Ils diffèrent donc tous en termes de vitesse, d'équilibre, de technique, de puissance et de capacité à sauter et certains possède des trucs spéciaux,. Trois personnages supplémentaires, Panda Bear, Silver Ice Man et Gold Ice Man peuvent être débloqués sous certaines conditions. Huit snowboards sont au début disponibles, et un de plus peut être débloqué. À l'image des personnages, chaque planche est adaptée à différentes situations, suivant ses statistiques dans différentes catégories, comme l'équilibre.
Le joueur peut pencher le personnage joueur en avant ou en arrière ou l'accroupir sur la planche afin de gagner de la vitesse, ou le faire sauter. Le joueur peut opter pour une position regular ou goofy.

## Développement

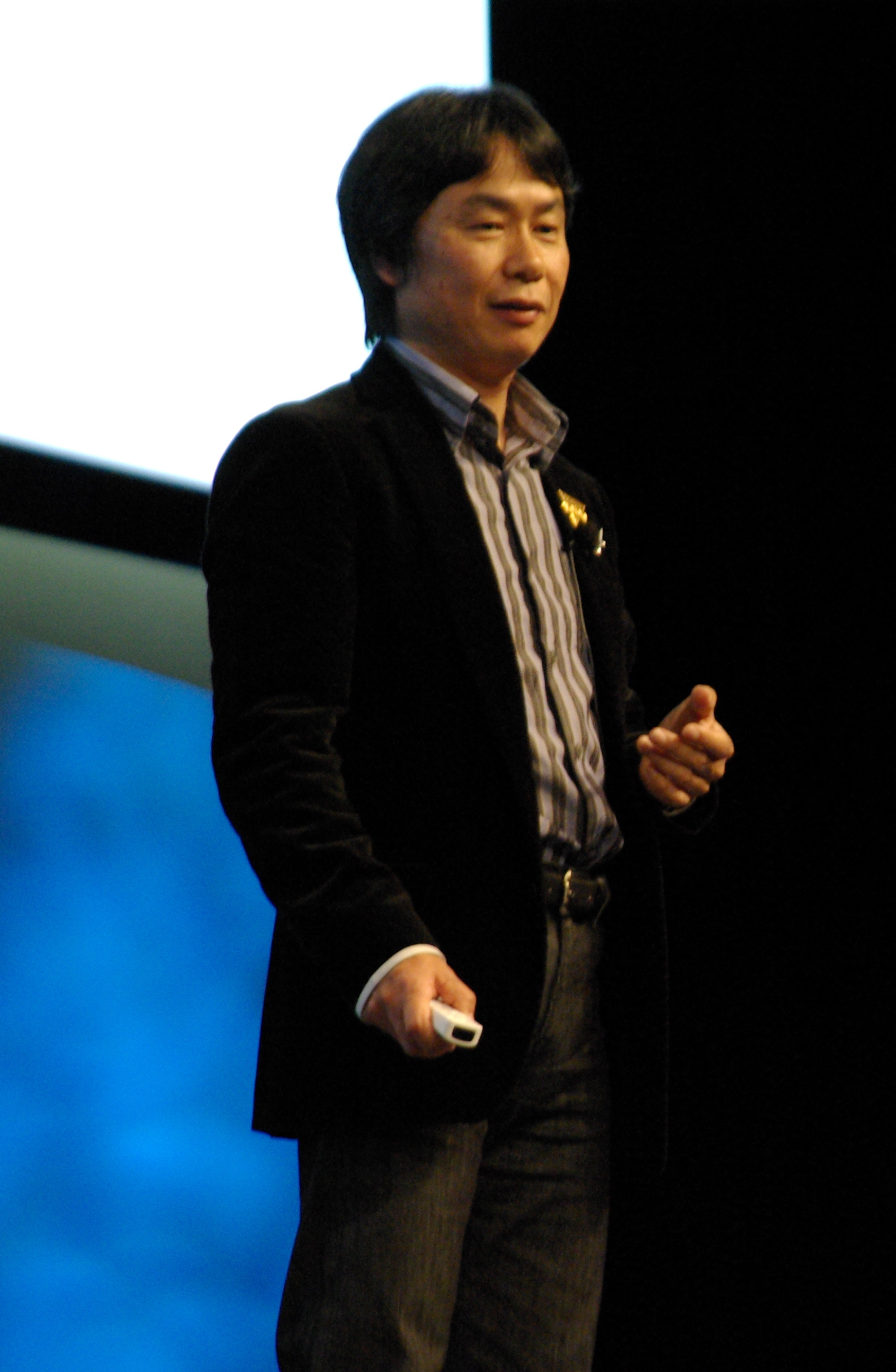
Shigeru Miyamoto produit le jeu et contribue uniquement au système de réception des personnages lors des sauts. C'est les programmeurs britanniques Giles Goddard et Colin Reed, deux anciens employés de la société Argonaut Software, qui conçoivent le projet 1080°.

1080° Snowboarding est développé par Nintendo EAD, à partir d'avril 1997. Il est produit par Shigeru Miyamoto et réalisé par Masamichi Abe et Mitsuhiro Takano. Yoshitaka Nishikawa officie en tant qu'artiste et le jeu est programmé par les Britanniques Giles Goddard et Colin Reed, deux anciens employés de la société Argonaut Software, qui ont déjà travaillé sur Wave Race 64,. Le développement du jeu est entièrement réalisé au Japon, dans les locaux principaux de Nintendo. C'est la plus petite équipe qui ait jamais créé un jeu dans la division EAD. Le jeu est dévoilé pour la première fois le 21 novembre 1997 lors du Nintendo Space World. Le titre prévu au départ est Vertical Edge Snowboarding, mais il évolue pour celui de 1080° Snowboarding.
Après le projet Wave Race 64, Miyamoto demande à Goddard : « faisons un jeu en rapport avec la neige ». Goddard commence à programmer le jeu seul, aidé par deux graphistes pour réaliser les pistes et les visuels. Reed rejoint le projet un mois plus tard, puis un troisième codeur rejoint le groupe à mi-chemin dans le processus. Ils sont peu livrés à eux-mêmes tant « Nintendo ne sait même pas quel genre de jeu ils veulent faire ». Au départ, le projet est de créer un jeu de ski plutôt qu'un jeu de snowboard. Mais l'équipe opte pour un snowboard, principalement dans le but de permettre la création de trick, ainsi que la création de pistes en lignes droites. L'équipe travaille en premier lieu sur un prototype de simulation d'une planche en mouvement qui glisse, sans aucun snowboarder. Goddard s'appuie quotidiennement dans son travail sur son expérience personnelle qu'il a de ce sport puisqu'il le pratique régulièrement, notamment dans les montagnes japonaises. Certains membres de l'équipe pratiquent et connaissent également la discipline. L'équipe a pris beaucoup de temps pour équilibrer les contrôles, et donner ni trop, ni trop peu de vitesse lorsque le joueur déplace le personnage à droite ou à gauche ou freine, mais en gardant à l'esprit qu'un snowboarder est quasiment tout le temps en train de limiter sa vitesse pour ne pas trop en prendre. Les premiers prototypes sont présentés à Miyamoto, qui les accueille avec enthousiasme. Goddard dévoile que cela a été un élément déterminant, de mise en confiance. Beaucoup de projets décalés développés en interne sont souvent arrêtés par Nintendo et ne sont même jamais dévoilés. L'équipe peut continuer à travailler, même si l'entreprise n'est pas vraiment prête à ce genre de jeu. Goddard déclare que ce projet est cependant minuscule, par rapport à l'immensité du groupe nippon et que les risques sont alors limités pour Nintendo. En matière de conception, la contribution personnelle de Miyamoto réside au niveau de la méthode de réception après avoir fait un saut. Au départ, l'équipe ne comprend pas bien l'objectif de cette fonctionnalité, mais l'intègre en considérant que Miyamoto sait ce qu'il veut.
L'équipe est obligée de retirer deux concurrents dirigés par l'intelligence artificielle, à cause des limitations techniques de la Nintendo 64. Mais elle préfère le faire plutôt que redescendre la qualité des visuels pour compenser. D'autant plus, que quand elle teste le jeu, elle s'aperçoit que les joueurs ne cherchent qu'à terminer devant les personnages dirigés artificiellement plutôt que de penser en termes de techniques de glisse. L'équipe estime cependant avoir un peu sacrifié du réalisme pour satisfaire l'aspect simulation.
C'est le moteur graphique original Nintendo 64 qui est utilisé. Goddard et Reed ont utilisé une méthode dite du « skinning », qui consiste à rogner les arêtes des polygones pour créer une surface uniforme. L'animation des personnages est basée sur jeu un mélange d'animation traditionnelle et de cinématique inverse. L'apparence des personnages durant une collision dépend de l'objet qui entre en collision avec celui-ci, la direction dans laquelle il arrive et la vitesse à laquelle la collision a lieu,. La méthode de cinématique inverse n'est cependant utilisée de manière complète que sur les jambe des snowboarder, à cause des limitations techniques de la Nintendo 64. Le moteur reproduit tous les frottements qui surviennent dans une phase de descente en snowboard, notamment dessous la planche ou sur les côtés suivant le cas. La technique utilisée pour réaliser les reflets des décors sur le personnage caché est différente de celle de Super Mario 64. Certaines pistes utilisent les mêmes techniques que pour les écrans Sony Jumbotrons (en). Des vêtements griffés Tommy Hilfiger et des planches de snowboard de marque Lamar sont inclus dans le jeu sous licence, sous forme de placement de produit,.
Une des versions finale est très mal notée par le Mario Club, la division de test et de débogage interne de Nintendo, soit une petite note de 60 %. Mais Goddard reste confiant, estimant que les employés sont habitués aux jeux typiques de Nintendo. La presse spécialisée teste le jeu avant sa sortie, lors du Nintendo Gamers Summit qui se tient en janvier 1998,. Le développement s'étale finalement du mois d'avril ou de mai 1997 jusqu'au mois de mars 1998.

## Bande-son
La bande-son est composée par Kenta Nagata, qui a également composé celle de Mario Kart 64 et de nombreux autres jeux Nintendo,,. Elle propose plusieurs styles musicaux tels que le thrash, la techno et le hip-hop, avec des rythmes de batterie rapides et de nombreux effets vocaux.

## Commercialisation
1080° Snowboarding sort sur Nintendo 64 au Japon sous le titre テン・エイティ　スノーボーディング le 28 février 1998, le 1er avril suivant en Amérique du Nord,. Nintendo retarde la sortie européenne dans le but de faire coïncider la sortie avec la saison de sport d'hiver, en espérant relancer les ventes. Le jeu sort donc le 30 novembre 1998 en Europe. Le jeu est réédité en 1999 aux États-Unis dans la gamme Player's Choice.
En avril 1999, Nintendo inclut 1080° dans ses campagnes publicitaires, sur un ton décalé. Elle tente de réagir face aux puissantes campagnes publicitaires européennes de Sony. Pour cela, elle essaye de faire évoluer son image d'éditeur de jeux principalement destinés aux plus jeunes, en associant ses jeux à des notions, notamment l'euphorie pour 1080°. Les autres sont la joie, l'abattement, l'intrépidité, la frustration, le libertinage, la peur et l'exubérance.
Le jeu est réédité sur la console virtuelle de la Wii au Japon le 15 janvier 2008, en Europe le 18 janvier 2008 et en Amérique du Nord le 28 janvier 2008.
La version américaine du jeu est rééditée sur la console virtuelle de la Wii U le 31 décembre 2015.

## Accueil

### Critiques de la version originale
1080° Snowboarding est très bien accueilli par la presse spécialisée lors de sa sortie. Le jeu obtient une moyenne de notes de 89,60 % avec 23 critiques sur GameRankings.
Les graphismes du jeu font partie des meilleurs sur Nintendo 64 au moment de la sortie,. Les critiques apprécient leur netteté, leur détail et leur douceur. La presse également aime la gestion des caméras, le moteur physique « très solide » du jeu et la sensation de vitesse. Les effets de neige sont par ailleurs appréciés, les critiques soulignant que poudreuse et neige tassée apparaissent et se comportent différemment et que le soleil se reflète bien sur la neige. Certains défauts des graphismes sont toutefois relevés, comme le rendu de certains affichages, des ombres mal placées et du lag lorsque les joueurs passent à travers les arbres, mais ces problèmes sont généralement considérés comme mineurs.
Même s'il apprécie le titre, le magazine Edge note plusieurs défauts liés à l'intelligence artificielle du jeu, notamment sa simplicité. Edge regrette que les ordinateurs parviennent à rattraper très rapidement le joueur vers la fin de la course et remarque que les personnages contrôlés « trichent ». Le magazine relève qu'ils possèdent qu'une « série limitée de chemins prédéterminés » et que le joueur peut prévoir quand ils vont tomber, « offrant l'occasion de doubler [les concurrents], mais apportant peu de satisfaction ». Edge juge le retard de la sortie du jeu en région PAL était « franchement ridicule ». Le magazine emet l'idée que, en raison de la baisse des sorties de jeux Nintendo remarquables, « n'importe quel titre de qualité peut se retrouver dans le top des ventes sans difficulté ».
Computer and Video Games apprécie les commandes du jeu mais a regrette son niveau de difficulté, notant que « les contrôles sont si brillamment implémentés que vous pouvez parfaitement jouer avec une main sur le stick et le bouton Z ». La musique est bien accueillie, IGN la qualifie de « brillant exemple de ce qui peut être fait dans le format ».
Pour GameSpot, il s'agit de « l'une des meilleures valeurs à la fois dans les jeux de course et de sport ». À sa sortie, 1080° est vu comme un des meilleurs jeux de snowboard. IGN déclare même qu'il est « si bon qu'il a fallu plusieurs années et une console bien plus puissante pour que le géant Electronic Arts lui fasse une concurrence solide », en faisant référence à la série SSX. En 1998, Edge considère 1080° comme « la simulation vidéoludique de snowboard la plus convaincante à ce jour » et estime qu'il dégage « une atmosphère de sobriété », contrairement à de nombreux autres jeux Nintendo de l'époque.
Dans un test rétrospectif du jeu réalisé en 2006 pour Official Nintendo Magazine, Steve Jarratt estime que 1080° « pouvait se vanter de proposer la meilleure représentation de la neige de l'ensemble des jeux vidéo » et note la qualité des bruitages, de la maniabilité et du mode multijoueur,.

### Critiques des versions dématérialisées
1080° Snowboarding est globalement bien accueilli par la presse spécialisée lors de sa publication en version dématérialisée.

### Ventes
1080° Snowboarding s'est vendu à 1 230 000 exemplaires aux États-Unis et à plus de 23 000 copies au Japon. Toutefois, il ne rencontre pas le même succès que Wave Race 64, premier jeu des programmeurs de 1080°,.  En Europe, le jeu se hisse au 4e rang du classement des meilleures ventes au Royaume-Uni dans sa première semaine d'exploitation (fin novembre 2008).

### Distinctions
1080° Snowboarding remporte l'Interactive Achievement Award du meilleur jeu de sport sur console de l'année 1999, décerné par l'Academy of Interactive Arts and Sciences.
En juin 2000, IGN pace le jeu au 16e rang de son top 25 des meilleurs jeux Nintendo 64 de tous les temps. En 2006, Nintendo Power place 1080° Snowboarding au 97e rang des meilleurs jeux de son Top 200. Electronic Gaming Monthly le place à la 186e place dans son top 200 pour son 200e numéro en 2006. En 2009, Official Nintendo Magazine le place au 87e rang de son top 100. En septembre 2014, IGN le désigne 82e meilleur jeu Nintendo de tous les temps parmi 125 autres jeux de l'éditeur. En 2014, Retro Gamer le place au 16e rang dans sa liste des 25 meilleurs jeux Nintendo 64.

## Postérité

### Reprises et caméo
Plusieurs jeux vidéo font référence à l'univers de 1080° Snowboarding. Trois personnages du jeu (Rob Haywood, Ricky Winterborn et Akari Hayami) sont par exemple disponibles dans Wave Race: Blue Storm sur GameCube. En 2001, l'un des snowboarders jouables de 1080°, Kensuke Kimachi, est apparu dans Super Smash Bros. Melee, en tant que trophée. Une musique tirée de 1080°, Golden Forest, est également présente dans la suite de Melee, Super Smash Bros. Brawl.

### Série et importance
Selon IGN, 1080° Snowboarding a une « influence importante » sur tous les jeux de snowboard créés (déclaration faite en 2008), qui reprennent certains marqueurs établis par Nintendo dans ce jeu. En 2017, le site estime que 1080° devrait figurer dans la ludothèque d'une éventuelle réédition miniature de la console Nintendo 64, à l'instar des consoles dédiées NES Mini et Super NES Mini.
1080° Snowboarding connait une suite intitulée 1080° Avalanche, sortie sur GameCube en 2003. Le jeu est plus sévèrement accueilli par la presse spécialisée que son aîné, avec une moyenne d'environ 76 % sur GameRankings. Les critiques reprochent principalement des problèmes de framerate et un gameplay limité,,.
Début janvier 2018, Nintendo protège la marque 1080° Ten Eighty en Europe.
Mi-février 2019, Giles Goddard dévoile sur Twitter qu'il est en train de créer un nouveau jeu de snowboard, un « successeur spirituel » à 1080°, afin d'attiser l'intérêt des éditeurs et trouver un financement,.

### Ressources primaires
1. 1 2  (ja) « Site officiel », sur Nintendo.co.jp.
2. ↑  « Liste complète des musiques incluant les morceaux secrets », sur Nintendo - Smash Bros. DOJO!!, 2008.

### Ressources secondaires
1. 1 2 3 4 5 6  (en) Gamespot Staff, « 1080: TenEighty Snowboarding Tech Info », sur GameSpot.
2. 1 2  (en) « 1080° Snowboarding », Next Generation, no 38,‎ février 1998, p. 78-79.
3. 1 2 3 4  (en) « 1080° Snowboarding (Nintendo 64) », sur IGN.
4. 1 2  (en) Marcel van Duyn, « EU VC Releases - 18th January - 1080 Snowboarding », sur Nintendo Life, 17 janvier 2008.
5. 1 2  Rédaction, « Console Virtuelle : les sorties de la semaine », sur Jeuxvideo.com, 18 janvier 2008.
6. 1 2  (en) Gamespot Staff, « Shippin' Out Jan. 28-Feb. 1: Rez HD, Pursuit Force », sur GameSpot, 29 janvier 2008.
7. 1 2  kamisamabob, « Nintendo eShop : Les téléchargements de la semaine », sur Jeuxvideo.com, 31 décembre 2015.
8. 1 2 3 4  « 1080° Snowboarding », X64, no 5,‎ avril 1998, p. 40.
9. 1 2 3 4 5 6 7 8  (en) IGN Staff, « First Impressions: Nintendo's New Snowboarder », sur IGN, 24 novembre 1997.
10. 1 2 3 4  (en) IGN Staff, « Head for the Slopes », sur IGN, 21 novembre 1997.
11. 1 2  (en) IGN Staff, « 1080 Shreds the Competition », sur IGN, 30 janvier 1998.
12. 1 2 3 4 5 6 7 8 9 10 11 12 13 14 15 16 17 18 19  (en) NGC Magazine, « The Making of: 1080° Snowboarding », sur GamesRadar+, 14 mai 2002.
13. 1 2 3 4 5 6 7 8 9 10 11 12 13 14  (en) IGN Staff, « 1080 Reasons to Buy an N64 », sur IGN, 3 mars 1998.
14. 1 2 3 4 5 6 7 8  (en) IGN Staff, « 1080 Snowboarding Interview », sur IGN, 19 mars 1998.
15. 1 2 3 4 5 6  (en) Matt Casamassina, « 1080° Snowboarding », sur IGN, 2 avril 1998.
16. 1 2 3 4  (en) Nebojsa Radakovic, « 1080 Snowboarding Review », sur Game Revolution, 6 juin 2004.
17. 1 2  (en) IGN Staff, « Who is Who and Who's on What? », sur IGN, 24 février 1998.
18. ↑  (en) IGN Staff, « 1080¿ Snowboarding », sur IGN, 19 mars 1998.
19. ↑  (en) « VC Monday: Grab your board and hit the slopes, or...well, that's all actually », sur Siliconera, 28 janvier 2008.
20. 1 2 3  (en) IGN Staff, « Reflection Mapping in 1080? », sur IGN, 23 mars 1998.
21. 1 2  « 1080° Snowboarding », Consoles +, no 81,‎ octobre 1998, p. 110-111.
22. 1 2  (en) « 1080° Snowboarding - Prima FastTrack Guide », sur IGN, 1999.
23. ↑  (en) « 1080 Snowboarding », sur Rotten Tomatoes, 1er avril 1998.
24. ↑  (en) IGN Staff, « $1080 Snowboarding », sur IGN, 16 avril 1998.
25. ↑  (en) IGN Staff, « Quick: 99% of 1080 is... », sur IGN, 29 janvier 1998.
26. ↑  (en) « Mario Kart 64 Tech Info », sur GameSpot.
27. ↑  (en) IGN Staff, « 1080 Ships to Retailers », sur IGN, 1er avril 1998.
28. ↑  (en) IGN Staff, « 1080 Delayed in Europe », sur IGN, 26 mars 1998.
29. ↑  (en) « 1080: TenEighty Snowboarding », sur GameSpot.
30. ↑  (en) IGN Staff, « Nintendo and Condoms? », sur IGN, 19 avril 1999.
31. 1 2 3  (en) Alex Constantides, « 1080 Snowboarding », sur Computer and Video Games, 15 août 2001.
32. 1 2 3 4 5  (en) « 1080° Snowboarding », Edge, no 57,‎ avril 1998, p. 86-88.
33. ↑  (en) « 1080° Snowboarding », Electronic Gaming Monthly, no 107,‎ juin 1998.
34. ↑  (en) Air Hendrix, « Review: 1080 Snowboarding », sur GamePro, 1998.
35. ↑  Willow, RaHaN, « 1080° Ten Eighty Snowboarding », Joypad, no 80,‎ novembre 1998, p. 110-111.
36. ↑  (en) « 1080° Snowboarding », Next Generation, no 42,‎ juin 1998, p. 134.
37. ↑  « 1080° Snowboarding », Player One, no 91,‎ novembre 1998, p. 82-84.
38. ↑  « 1080° Snowboarding », GamePlay 64, no 5,‎ mars - avril 1998, p. 58-61.
39. 1 2 3 4 5  (en) Josh Smith, « 1080: TenEighty Snowboarding », sur GameSpot, 25 mars 1998.
40. ↑  « 1080: TenEighty Snowboarding », sur GameRankings.
41. 1 2  (en) « 1080° Snowboarding », Edge, no 62,‎ septembre 1998, p. 96.
42. 1 2  (en) Matt Casamassina, « 1080: Avalanche », sur IGN, 1er décembre 2003.
43. ↑  (en) Steve Jarratt, « What do you mean, you've never played 1080° Snowboarding », Official Nintendo Magazine,‎ mai 2006, p. 19.
44. ↑  (en) Mark Bozon, « Retro Remix: Round 10 », sur IGN, 27 avril 2006.
45. ↑  (en) Chris Scullion, « Review: 1080 Snowboarding », sur Official Nintendo Magazine, 18 janvier 2008.
46. ↑  (en) Dan Whitehead, « Virtual Console Roundup », sur Eurogamer, 19 janvier 2008.
47. ↑  (en) Damien McFerran, « Review: 1080° Snowboarding (Virtual Console / Nintendo 64) », sur Nintendo Life, 19 janvier 2008.
48. 1 2  (en) « US Platinum Videogame Chart », sur The Magic Box.
49. 1 2  (en) « Nintendo 64 Japanese Ranking », sur Japan Game Charts.
50. ↑  (en) IGN Staff, « UK Charts », sur IGN, 30 novembre 1998.
51. ↑  (en) « Console Sports Game of the Year », sur Academy of Interactive Arts and Sciences.
52. ↑  (en) IGN Staff, « The Top 25 N64 Games of All Time: #16-20 », sur IGN, 13 juin 2000.
53. ↑  (en) « Top 200 », Nintendo Power, no 200,‎ février 2006, p. 58-66.
54. ↑  (en) EGM Staff, « The Greatest 200 Video Games of Their Time », Electronic Gaming Monthly, no 200,‎ 2006.
55. ↑  (en) Tom Esat, « 100 Greatest Nintendo Games - The Complete List », sur Official Nintendo Magazine, 3 mars 2009.
56. ↑  (en) IGN Nintendo Nostalgia Crew, « The Top 125 Nintendo Games of All Time », sur IGN, 24 septembre 2014.
57. ↑  (en) « Top 25 Nintendo 64 Games », Retro Gamer, no 130,‎ juin 2014, p. 78-85.
58. ↑  (en) Peer Schneider, « Wave Race: Blue Storm Characters », sur IGN.
59. ↑  (en) Lucas M. Thomas, « Smash It Up! - From the Trophy Case », sur IGN, 27 septembre 2007.
60. ↑  (en) Levi Buchanan, « Nintendo 64 Week: Day Three », sur IGN, 1er octobre 2008.
61. ↑  (en) Jonathon Dornbush, « 16 Games That Need to Be on the Nintendo 64 Classic », sur IGN, 13 octobre 2017.
62. ↑  (en) « 1080 Avalanche », sur GameRankings.
63. ↑  (en) Greg Kasavin, « 1080 Avalanche », sur GameSpot, 3 décembre 2003.
64. ↑  (en) Andrew Reiner, « 1080: Avalanche », sur Game Informer.
65. ↑  « Nintendo : La marque 1080° Ten Eighty de nouveau déposée en Europe », sur Jeuxvideo.com, 18 janvier 2018.
66. ↑  « Le programmeur de 1080° Snowboarding rêve de poudreuse », sur Gamekult, 23 avril 2019.
67. ↑  (en) Martin Robinson, « The man behind 1080° Snowboarding is working on a spiritual successor », sur Eurogamer, 19 avril 2019.